# Hystrix kayae
Hystrix kayae — викопний вид ссавців з родини їжатцевих (Hystricidae). Типовий екземпляр: CO-2481, верхня щелепа. Знайдено в Коракерлері (міоцен Туреччини).